# Sư Tử, Bình Đông

Vị trí tại Bình Đông

Sư Tử' (tiếng Trung: 獅子鄉; bính âm: Shīzi Xiāng) là một hương (xã) của huyện Bình Đông, tỉnh Đài Loan, Trung Hoa Dân Quốc (Đài Loan). Sở dĩ hương có tên như vậy là do xưa kia trên địa bàn có một tảng đá lớn có hình đầu của một con sư tử. Hương nằm trên bán đảo Hằng Xuân và thuộc phần đuôi phía nam của dãy núi Trung ương. Tổng diện tích Sư Tử là 301,0018 km², dân số vào tháng 8 năm 2011 là 4.814 người thuộc 1.468 hộ gia đình, mật độ cư trú đạt 16 người/km². Cư dân trong hương chủ yếu là thổ dân Paiwan.